# Schermen op de Olympische Zomerspelen 2012 – floret vrouwen team
Floret vrouwen team is een van de disciplines binnen het onderdeel schermen op de Olympische Zomerspelen 2012. De competitie werd gehouden in het ExCeL Centre in Londen op 2 augustus 2012. In totaal namen er 9 landen aan dit onderdeel deel.

## Formule
Er wordt geschermd met rechtstreekse uitschakeling. De eerste ronde (achtste finale) is een tabel van 16, waarbij 7 landen vrijstelling krijgen. Vanaf de tweede ronde (kwartfinale) schermt elk land. Er wordt geschermd om een derde plaats.

## Deelnemende landen
| Land      | Deelnemers                                                           |
| --------- | -------------------------------------------------------------------- |
| Egypte    | Rana El Husseiny Eman Elgammal Shaimaa Elgammal Eman Gaber           |
| Frankrijk | Astrid Guyart Ysaora Thibus Corinne Maitrejean Anita Blaze           |
| Italië    | Elisa Di Francisca Valentina Vezzali Ilaria Salvatori Arianna Errigo |

| Land    | Deelnemers                                                                   |
| ------- | ---------------------------------------------------------------------------- |
| Japan   | Kanae Ikehata Shiho Nishioka Chieko Sugawara Kyomi Hirata                    |
| Polen   | Sylwia Gruchala Malgorzata Wojtkowiak Martyna Synoradzka Karolina Chlewinska |
| Rusland | Inna Deriglazova Aida Sjanajeva Kamilla Gafurzianova Tatiana Logunova        |

| Land             | Deelnemers                                                   |
| ---------------- | ------------------------------------------------------------ |
| Groot-Brittannië | Anna Bentley Martina Emanuel Natalia Sheppard Sophie Troiano |
| Verenigde Staten | Lee Kiefer Nicole Ross Nzingha Prescod Doris Willette        |
| Zuid-Korea       | Jeon Hee-sook Nam Hyun-hee Jung Gil-ok Ha Na Oh              |

## Uitschakeling
| achtste finale | achtste finale   | achtste finale |  |  | kwartfinale | kwartfinale      | kwartfinale |  |  | halve finale | halve finale | halve finale |  |           | finale    | finale     | finale |
|                |                  |                |  |  |             |                  |             |  |  |              |              |              |  |           |           |            |        |
|                |                  |                |  |  |             |                  |             |  |  |              |              |              |  |           |           |            |        |
|                |                  |                |  |  |             | Italië           | 42          |  |  |              |              |              |  |           |           |            |        |
| 9              | Egypte           | 34             |  |  |             | Groot-Brittannië | 14          |  |  |              |              |              |  |           |           |            |        |
| 8              | Groot-Brittannië | 45             |  |  |             |                  |             |  |  |              | Italië       | 45           |  |           |           |            |        |
|                |                  |                |  |  |             |                  |             |  |  |              | Frankrijk    | 22           |  |           |           |            |        |
|                |                  |                |  |  |             | Polen            | 31          |  |  |              |              |              |  |           |           |            |        |
|                |                  |                |  |  |             | Frankrijk        | 42          |  |  |              |              |              |  |           |           |            |        |
|                |                  |                |  |  |             |                  |             |  |  |              |              |              |  |           |           | Italië     | 45     |
|                |                  |                |  |  |             |                  |             |  |  |              |              |              |  |           |           | Rusland    | 31     |
|                |                  |                |  |  |             | Zuid-Korea       | 45          |  |  |              |              |              |  |           |           |            |        |
|                |                  |                |  |  |             | Verenigde Staten | 31          |  |  |              |              |              |  |           |           |            |        |
|                |                  |                |  |  |             |                  |             |  |  |              | Zuid-Korea   | 32           |  |           |           |            |        |
|                |                  |                |  |  |             |                  |             |  |  |              | Rusland      | 44           |  |           |           |            |        |
|                |                  |                |  |  |             | Japan            | 17          |  |  |              |              |              |  | 3e plaats | 3e plaats | 3e plaats  |        |
|                |                  |                |  |  |             | Rusland          | 45          |  |  |              |              |              |  |           |           | Frankrijk  | 32     |
|                |                  |                |  |  |             |                  |             |  |  |              |              |              |  |           |           | Zuid-Korea | 45     |

### Plaatsen 5-8
|  | Plaatsen 5-8     | Plaatsen 5-8 |    |                  | Plaatsen 5-6     | Plaatsen 5-6 |
|  |                  |              |    |                  |                  |              |
|  |                  |              |    |                  |                  |              |
|  | Groot-Brittannië | 20           |    |                  |                  |              |
|  | Polen            | 43           |    |                  |                  |              |
|  |                  |              |    |                  |                  |              |
|  |                  |              |    |                  |                  |              |
|  |                  |              |    |                  | Verenigde Staten | 39           |
|  |                  | Polen        | 45 |                  |                  |              |
|  |                  |              |    |                  |                  |              |
|  |                  |              |    |                  | Plaatsen 7-8     |              |
|  |                  |              |    |                  |                  |              |
|  | Verenigde Staten | 44           |    | Groot-Brittannië | 21               |              |
|  | Japan            | 22           |    |                  | Japan            | 30           |

## Eindrangschikking
| Plaats | Land             | Deelnemers                                                                   |
| ------ | ---------------- | ---------------------------------------------------------------------------- |
| 1.     | Italië           | Elisa Di Francisca Valentina Vezzali Ilaria Salvatori Arianna Errigo         |
| 2.     | Rusland          | Inna Deriglazova Aida Sjanajeva Kamilla Gafurzianova Tatiana Logunova        |
| 3.     | Zuid-Korea       | Jeon Hee-sook Nam Hyun-hee Jung Gil-ok Ha Na Oh                              |
| 4.     | Frankrijk        | Astrid Guyart Ysaora Thibus Corinne Maitrejean Anita Blaze                   |
| 5.     | Polen            | Sylwia Gruchala Malgorzata Wojtkowiak Martyna Synoradzka Karolina Chlewinska |
| 6.     | Verenigde Staten | Lee Kiefer Nicole Ross Nzingha Prescod Doris Willette                        |
| 7.     | Japan            | Kanae Ikehata Shiho Nishioka Chieko Sugawara Kyomi Hirata                    |
| 8.     | Groot-Brittannië | Anna Bentley Martina Emanuel Natalia Sheppard Sophie Troiano                 |
| 9.     | Egypte           | Rana El Husseiny Eman Elgammal Shaimaa Elgammal Eman Gaber                   |